# كاربيانو
كاربيانو هي كومونا في مدينة ميلانو الحضرية في منطقة لومباردي الإيطالية، وتقع على بعد حوالي 15 كيلومتر (9 ميل) جنوب شرق ميلانو.
تحد كاريبيانو البلديات التالية: سان جوليانو ميلانيز ، لوكيت دي تريولزي ،ميليجنانو، سيرو ال لامبرو،سيزيانو،لاندريانو،باسكاب